# 5010 Amenemhêt
5010 Amenemhết là một tiểu hành tinh vành đai chính, được phát hiện ngày 24 tháng 9 năm 1960 bởi Cornelis Johannes van Houten, Ingrid van Houten-Groeneveld và Tom Gehrels ở Đài thiên văn Palomar.